# Skriðufell
Skriðufell är en kulle i republiken Island.   Den ligger i regionen Suðurland, i den sydvästra delen av landet, 90 km öster om huvudstaden Reykjavík. Toppen på Skriðufell är 270 meter över havet.
Terrängen runt Skriðufell är huvudsakligen kuperad, men söderut är den platt.  Trakten runt Skriðufell är nära nog obefolkad, med mindre än två invånare per kvadratkilometer. Närmaste större samhälle är Flúðir, 18,2 km väster om Skriðufell. Trakten runt Skriðufell är ofruktbar med lite eller ingen växtlighet.